# Iglesia Matriz de las Hermanas de la Providencia
Iglesia Matriz de las Hermanas de la Providencia, también conocida como Iglesia Matriz de Providencia, fue un templo católico chileno, ubicado en la comuna de Providencia, Santiago, perteneciente a la congregación de las Hermanas de la Providencia de Montreal. El templo le dio el nombre a la Avenida Providencia, una de las principales arterias de la ciudad, y a la comuna donde se ubica.

## Historia
El gobierno de Chile donó los terrenos para su construcción. Fue fundada el 27 de abril de 1890, con la presencia del presidente José Manuel Balmaceda, sus ministros, y el arzobispo Mariano Casanova. En 1993 la arquitecta Amaya Irarrázaval remodeló y restauró el templo.

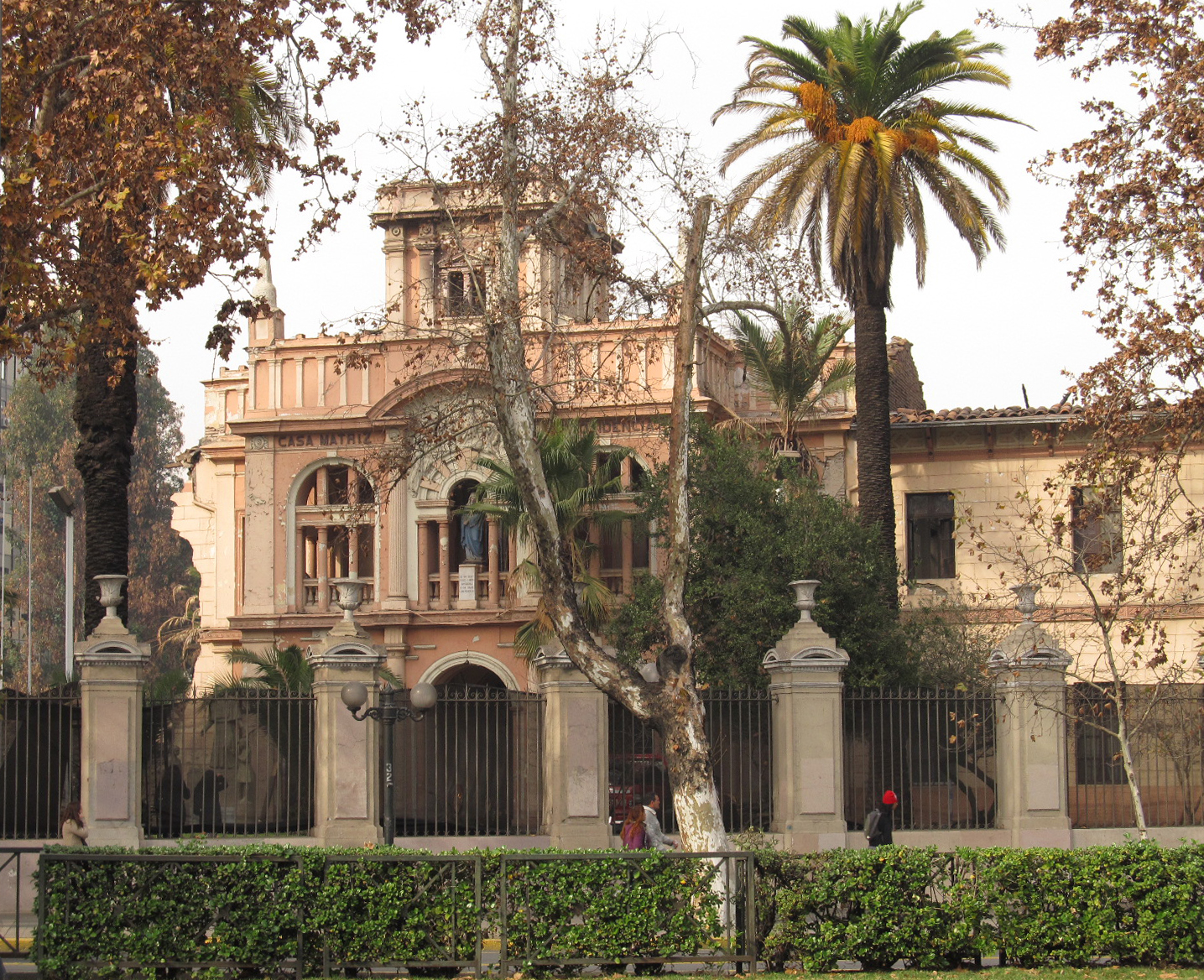
Iglesia Matriz en junio de 2011, mostrando los daños provocados por el incendio de enero de ese año.

El 24 de enero de 2011 un incendio destruyó prácticamente la totalidad de la iglesia, sin víctimas que lamentar pues ocurrió en un horario donde no se realizaba misa. Aún se evalúa si es posible rescatar los restos de la edificación para reconstruir la iglesia.
Hasta antes de su destrucción producto del incendio, era la única iglesia que contaba con autorización expresa del cardenal Francisco Javier Errázuriz Ossa, arzobispo de Santiago, para celebrar la santa misa en latín conforme al rito tridentino cada domingo al mediodía, conforme al motu proprio Summorum Pontificum del papa Benedicto XVI, a cargo del capellán de la Asociación litúrgica Magníficat - Una Voce Chile.[cita requerida]

## Arquitectura
A un costado del templo funcionaba la casa matriz de la congregación, un museo y el hogar de ancianas "Nuestra Señora de los Dolores" (inicialmente un pensionado de hermanas jubiladas), también destruidos por el incendio de 2011. En su jardín de entrada existe una estatua de la madre Bernarda Morin, fundadora de la congregación en Chile, con unos niños, y en una hornacina, bajo la puerta principal, hay una imagen del Inmaculado Corazón de María. Los restos de Morin están en el centro del templo, bajo una lápida de mármol, la que no alcanzó a ser destruida por el siniestro de 2011.